# Next Level Games
Next Level Games est une société canadienne de développement de jeux vidéo créée en 2002 et basée à Vancouver. 
Leur collaboration avec Nintendo a conduit au développement des séries de jeux Luigi's Mansion et Mario Smash Football.

## Historique
Le 5 janvier 2021, l'intégralité des parts de l'entreprise est vendue à Nintendo.

## Jeux développés
| Année | Nom du jeu                             | Plates-formes                 |
| ----- | -------------------------------------- | ----------------------------- |
| 2003  | NHL Hitz Pro                           | Xbox, GameCube, PlayStation 2 |
| 2005  | Mario Smash Football                   | GameCube                      |
| 2007  | Mario Strikers Charged Football        | Wii                           |
| 2007  | Spider-Man : Allié ou Ennemi           | Xbox 360, PlayStation 2, Wii  |
| 2008  | Ticket to Ride                         | Xbox 360 (XBLA)               |
| 2009  | Jungle Speed                           | Wii                           |
| 2009  | Punch-Out!!                            | Wii                           |
| 2010  | Transformers: Cybertron Adventures     | Wii                           |
| 2010  | Tom Clancy's Ghost Recon               | Wii                           |
| 2011  | Captain America : Super Soldat         | PlayStation 3, Xbox 360       |
| 2013  | Luigi's Mansion 2                      | Nintendo 3DS                  |
| 2016  | Metroid Prime: Federation Force        | Nintendo 3DS                  |
| 2019  | Luigi's Mansion 3                      | Nintendo Switch               |
| 2022  | Mario Strikers: Battle League Football | Nintendo Switch               |